# Bela Madonna de Toruń

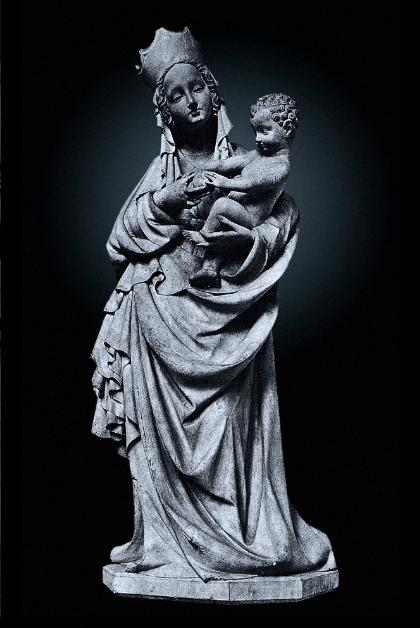
A foto da estatua original

A Bela Madonna de Toruń - é uma escultura gótica que representa Maria e o menino Jesus. A Bela Madonna é considerada uma das mais valiosas esculturas de vulto que retratam Madonna e pequeno Jesus, feitas na virada dos séculos XIV e XV. Em termos de tipologia e estilo, este trabalho é um pars pro toto da Bela Madonna, um tipo iconográfico formado antes de 1400. As imagens esculpidas das Madonas Bonitas representam um estilo belo, formado durante o período gótico na Europa Central.
Antes da Segunda Guerra Mundial, a escultura da Bela Madonna estava na igreja de São João em Toruń, a antiga igreja paroquial da Cidade Velha, agora a catedral da diocese de Toruń. No final da guerra, foi roubada e levada pelos alemães. O console original com o busto de Moisés, que foi a base da figura, sobreviveu até hoje. Uma cópia fiel feita em 1956 por Witold Marciniak foi colocada no lugar da escultura perdida de Maria e o menino Jesus.

## História
Localizada na parte sul do estado teutônico, Toruń, no século XIV, tornou-se um grande centro artístico, incluindo o centro de escultura. O patrocínio da arte foi tomado pela classe burguesa, que cresceu em força e encomendou um artista desconhecido, referido na literatura como o Mestre da Bela Madona de Toruń, para tornar por volta de 1390 uma estátua monumental de Mãe e pequeno Jesus, provavelmente para a igreja franciscana de Santa Maria, na Cidade Velha. Em um momento desconhecido, foi transferido para a igreja de São João - a igreja paroquial da cidade.
A bela Madonna nas fontes foi mencionada pela primeira vez em 1650, depois novamente nos anos de 1667 a 1672 por causa da visita do bispo de Chełmno Andrzej Olszowski. Canon Strzesz menciona a Bela Madonna como parte de um retábulo maior do altar localizado na parede oriental da nave norte (onde hoje uma cópia da Madonna está localizada no console original com Moisés).
Em 1921, Jan Rutkowski renovou a escultura , removendo repinturas subsequentes, mas deixando vestígios de policromia medieval. Em 1942, os conservadores alemães renovaram a escultura novamente, complementando os defeitos, e dois anos depois a estátua foi removida do console e depositada no armazém de conservação em Grębocin. Por medo do exército vermelho que se aproximava, a figura foi levada de lá para um lugar desconhecido, provavelmente dentro da Alemanha. Em 1956, o escultor de Toruń, Witold Marciniak, realizou uma reconstrução fiel do trabalho perdido, que foi então colocado in situ no console original com Moisés.

## Características

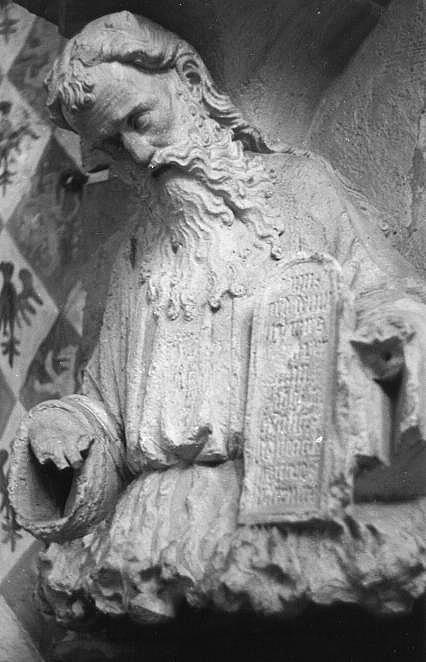
Buste de Moisés - console da base da estátua da Bela Madonna de Toruń

A bela Madonna de Toruń é uma escultura de vulto (ou seja, esculpida em cada lado), com uma altura de 115 cm. É feito de calcário, havia traços de policromia na superfície. Maria foi retratada em idade jovem, seu rosto é cheio de beleza, ela tem traços delicados, testa alta, olhos levemente cobertos de pálpebras, lábios pequenos. Cabelos dispostos em cachos. Sua cabeça está coberta com um véu e a coroa repousa sobre ele. A posição de Maria está de acordo com o padrão de contraponto. Fica na perna direita, enquanto a perna esquerda está levemente dobrada e levemente estendida para a frente. Como resultado, a cabeça e o corpo são dobrados de maneira oposta. A silhueta está muito desfocada. O vestido e o casaco impostos nele aderem livremente ao corpo, pelo que a figura é significativamente plastificada com abundantes mantos de cortinas. À direita, são caracterizadas por fortes curvas paralelas e arqueadas, enquanto à esquerda, como no véu, assumem a forma de festões decorativos com dobras em cascata. O menino Jesus está nu, sentado no braço direito da mãe, com os olhos voltados para a maçã, que ele timidamente toca com a mão esquerda. O artista moldou realisticamente o corpo de acordo com a idade da infância. O cabelo grosso e encaracolado do bebê é uma estilização livre do artista. Há uma forte ligação entre Maria e o jovem Jesus, enfatizado pelo terno e gentil gesto de Maria, que dá à criança o fruto da maçã. O menino Jesus retribui com um gesto semelhante, toca a maçã com a mão esquerda e a mão direita da mãe. Essa relação de gestos cria um forte acento na composição, também baseada no arranjo fluido das dobras das vestes, as contra-poses de Maria, cabeças levemente inclinadas. Os arranjos diagonais de ambas as poses, gestos e cortinas enfatizam harmoniosamente a dinâmica da composição da escultura. A base da figura é um plinto octogonal.
A escultura de Maria com o menino Jesus estava em um console decorativo, criado pela figura quase totalmente desenvolvida de Moisés emergindo das chamas de um arbusto. Ao contrário da figura da bela Madonna, o escultor não mostrou a Moisés o corpo inteiro. Também não é um busto, a escultura atinge a altura dos quadris. O profeta foi mostrado aqui como uma pessoa velha, a cabeça inclinada para baixo, as rugas são visíveis nas bochechas e na testa, as sobrancelhas e as órbitas dos olhos são fortemente marcadas. Em contraste com a figura altamente sublime da Madonna, a figura de Moisés foi modelada de forma mais realista, de maneira estilizada, o artista esculpiu mechas de cabelo ondulado, barba e bacenardes. A escultura mostra inúmeras cavidades, especialmente os dedos das mãos, e falta a segunda placa com o texto do decálogo.

## Análise

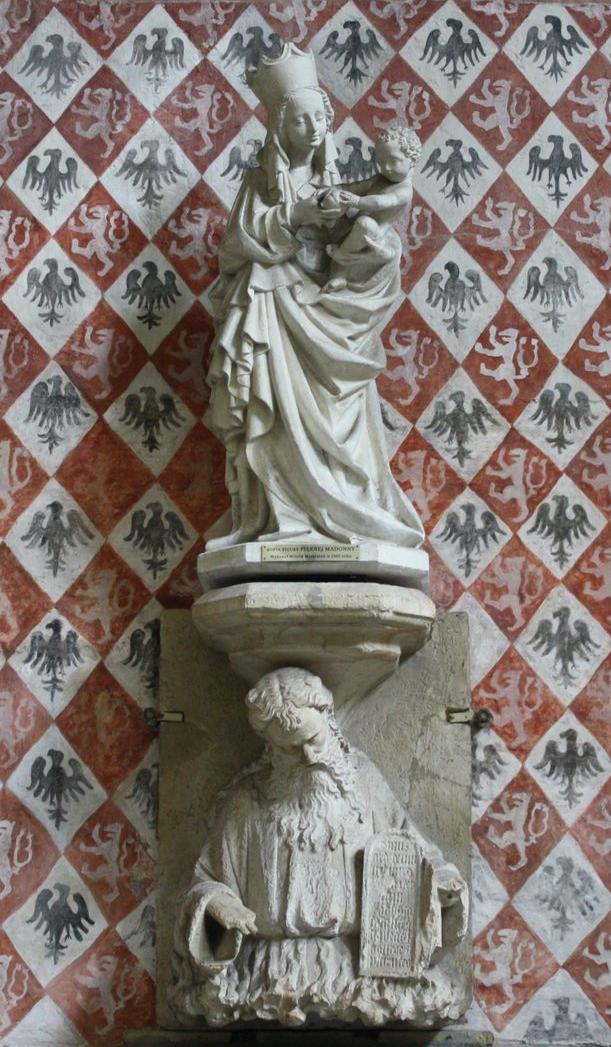
Reconstrução da Bela Madonna e a console original com Moisés

A bela Madonna de Toruń é considerada a quintessência do estilo de 1400, mas podemos observar também a tradição do realismo gótico, incluindo a arte de Parler. A composição dinâmica e fluida, a idealização de longo alcance da beleza, a sutil decoração de roupões abundantes, a contra-pose de estúdio da pose de Maria, modelagem suave do corpo do menino Jesus, proporções corretas, conhecimento de anatomia, espaço de elementos individuais do corpo e atenção aos detalhes confirmam essa síntese de estilos.
O autor da figura, desconhecido pelo nome, era conhecido pelos historiadores da arte como o Mestre das Belas Madonas ou hoje em dia como o Mestre da Bela Madona de Toruń. Sua carreira desconhecida, bem como sua obra, origem e influência são objeto de muitos anos de discussões científicas, embora, como resultado de novas pesquisas, o Mestre seja considerado um autor de outras obras, entre outros Orando a Cristo da igreja de São João Batista em Malbork (atualmente na coleção do Museu do Castelo) e ele está associado a Pieta na igreja de Santa Bárbara, em Cracóvia. No entanto, os fatores que complicam a pesquisa sobre o trabalho do Mestre de Toruń são as semelhanças de muitos outros trabalhos em termos de composição, estilo e conteúdo ideológico, encontrados em vários lugares da Europa Central, daí a natureza "internacional" da arte por volta de 1400. O problema da gênese do estilo da obra de Toruń reflete em grande parte as questões não resolvidas de belas fontes de estilo. Os principais centros que moldaram o estilo por volta de 1400 são considerados a República Tcheca com Praga, Silésia com Wrocław, França com Paris, Áustria com Salzburgo e Renânia com Colônia. A cultura da corte e o movimento parler são fundamentos importantes para um estilo bonito; além disso, essas duas tendências marcaram grande parte da Europa. Pertencente ao estado teutônico, a Pomerânia Oriental tornou-se por volta de 1400 uma importante região artística, e os centros artísticos foram Gdansk, Toruń, Elbląg e a capital do estado religioso - Malbork. Em Toruń, algumas obras de cerca de 1.400 sobreviveram (incluindo Santa Maria Madalena levantada por anjos da Catedral de Toruń), mas cada uma delas tem características próprias, independente da forma da Bela Madonna, exceto a Madona da Boa Esperança perdida durante a última guerra (também conhecida como Madonna Grávida) da prefeitura de Toruń. Os pesquisadores enfatizam a forte relação entre a Bela Madonna de Toruń e a Bela Madona de Wrocław, algumas das quais associam as duas obras ao mesmo escultor. Inúmeras semelhanças com a figura de Toruń são visíveis, entre outras nas estátuas de Maria e o Menino em Bonn, Moravian Szternberk, e também em Gdańsk (incluindo Pietà na igreja da Bem-Aventurada Virgem Maria). Além de Toruń, como lugar onde foi feita a bela Madonna no meio do verão, os pesquisadores apontam para Praga. Na mesma cidade foi realizada em 1400 numerosas esculturas em pedra, incluindo Madonna bonita de Cesky Krumlov (agora na coleção do museu de Kunsthistorisches em Viena); No entanto, segundo a maioria dos historiadores da arte, esse número não está diretamente relacionado a oficinas com esculturas de Wroclaw e Torun. A capital da coroa tcheca durante o reinado dos últimos luxemburgueses, principalmente o rei Wenceslaus IV (1378-1419) e seu pai Carlos IV, pertencia aos principais centros artísticos da Europa Central.
A bela Madonna de Toruń também é caracterizada por rico simbolismo e conteúdo ideológico. A teologia da extraordinária beleza de Maria se reflete na beleza espiritual da Mãe de Deus. Por causa da maçã, Maria, que é dada a Cristo, se torna Nova Eva e Jesus se torna Novo Adão. Esse gesto significa perdão e perdão dos pecados da humanidade e de seu pai e avó, que primeiro alcançaram a vontade de Deus e provaram o fruto da Árvore do Conhecimento. O corpo exposto do menino Jesus apresentado por Maria não apenas reflete a humanidade do Salvador, mas também está associado à Eucaristia.

## Curiosidades

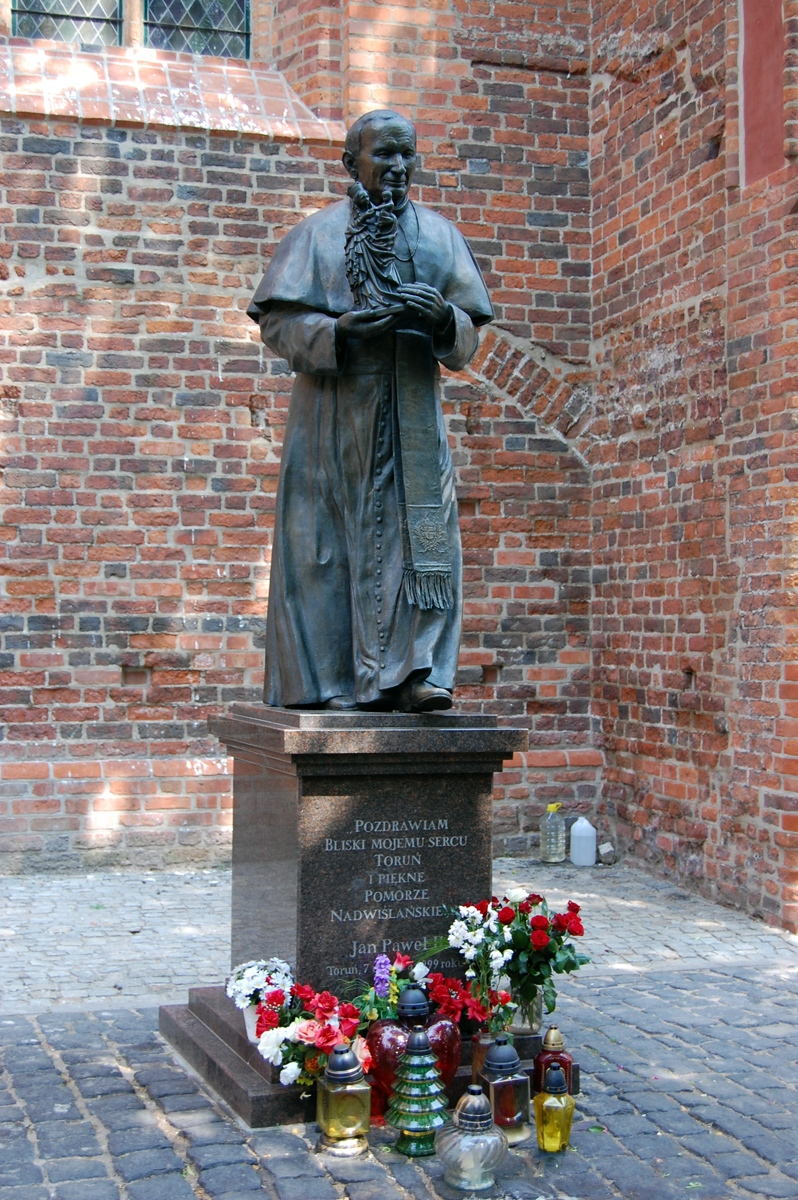
Estátua de João Paulo II ao catedral de Toruń

O culto à Bela Madona de Toruń não desapareceu depois de perder a figura original. Tornou-se um sinal icônico na cultura de Toruń e na consciência social. Durante o culto celebrado por João Paulo II no aeroporto de Toruń, como parte da VII viagem apostólica pela Polônia em 7 de junho de 1999, Karol Wojtyła recebeu das mãos dos habitantes de Toruń uma estatueta da Bela Madona feita por Tadeusz Porębski. Como parte do primeiro aniversário da visita de João Paulo II à catedral, foi revelada uma estátua do papa feita por Radosław Ociepa. É o mais antigo dos cinco monumentos de João Paulo II em Toruń. Mostra o papa apresentando a estatueta da bela madona de Toruń em suas mãos. Na basílica de Chojnice A decapitação de São João Batista é uma réplica contemporânea da escultura de Toruń.